# Francis A. Pratt
Francis Ashbury Pratt (15. února 1827, Jay, New York, USA – 10. února, 1902, Hartford, Connecticut, USA) byl americký inženýr, vynálezce, podnikatel a spoluzakladatel firmy Pratt & Whitney.
Pratt a Amos Whitney v roce 1860 založil společnost Pratt & Whitney. Firma vyráběla stroje, nářadí a nástroje pro výrobce šicích strojů, ale také stroje pro výrobu zbraní.
V roce 1885 navrhl frézu pro hartfordskou společnost George S. Lincolna, té bylo později pod názvem „Lincoln Miller“ (Lincolnova fréza) vyrobeno a prodáno více než 150 000 kusů. Stroj se tak stal nejdůležitějším obráběcím strojem závěru 19. století v USA.
V roce 1898 odešel na odpočinek. Zemřel v roce 1902 v Hartfordu.